# David Kaufmann

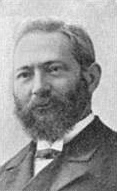
David Kaufmann

David Kaufmann, hebräisch דוד קויפמן, (geboren 7. Juni 1852 in Kojetein, Kaisertum Österreich; gestorben 6. Juli 1899 in Karlsbad, Österreich-Ungarn) war ein in Budapest lehrender österreich-ungarischer jüdischer Wissenschaftler mit breitem historischem und philosophischen Forschungsgebiet. Bekannt wurde er vor allem durch das von ihm ins Leben gerufene Korrespondenznetz jüdischer Gelehrter.

## Leben
Von 1861 bis 1867 besuchte Kaufmann das Gymnasium in Kremsier. Dort studierte er Bibel und Talmud bei Jakob Brüll, dem Rabbiner von Kojetein, und mit dessen Sohn Nehemiah.
Seit 1867 besuchte er das Jüdisch-Theologische Seminar in Breslau und studierte gleichzeitig an der Universität Breslau. Im Sommer 1875 habilitierte er sich an der Universität Leipzig. Am 29. Januar 1877 erfolgte seine Ordination zum Rabbiner. Den Ruf auf eine Professur am Jüdisch-Theologischen Seminar in Cincinnati nahm er nicht an. Stattdessen übernahm er einen Lehrstuhl für Geschichte, Religionsphilosophie und Homiletik am neugegründeten Rabbinerseminar zu Budapest. Dort lehrte er bis zu seinem Tode 1899. Den daneben erteilten Unterricht in Griechisch und Deutsch an der Budapester Elementarschule gab er in der von ihm rasch erlernten ungarischen Sprache.
Als Bibliothekar am Seminar erwarb er die große Bibliothek von Lelio Della Torre von Padua. Dadurch wurde die Seminarbibliothek eine der reichsten europäischen Sammlungen hebräischer Literatur. Als Lehrer war Kaufmann sehr erfolgreich; seine Beziehung zu den Studierenden war die eines freundlichen Ratgebers. Er führte eine lebhafte Korrespondenz mit den wichtigsten jüdischen Gelehrten (hieraus erwuchs das „Kaufmanns Nachrichtendienst“ genannte Netzwerk) und auch wichtigen Forschern anderer Disziplinen. Er war korrespondierendes Mitglied der königlichen Akademie der Wissenschaften zu Madrid und Mitglied der Budapester Alliance Israélite Universelle.

## Werke
Kaufmanns Veröffentlichungen sind vielseitig; die Bibliographie seiner Studien (angelegt von Markus Brann für das Gedenkbuch zur Erinnerung an David Kaufmann, hg. M. Brann und Franz Rosenthal, Breslau 1900) umfasst 546 Titel aus allen Bereichen jüdischer Studien. Zu seinen ersten und wichtigsten Arbeiten zählen die Studien zur Religionsphilosophie, darunter:
- Die Theologie des Bachja ibn Pakuda, Verfasser des חובות הלבבות, ein Wettbewerbsaufsatz, den er als Student am Seminar verfasste (in Berichte der Kaiserlichen Akademie der Wissenschaften, Wien 1874)
- Geschichte der Attributenlehre in der Jüdischen Religionsphilosophie des Mittelalters von Saadia bis Maimuni (Gotha 1877–78), sein Hauptwerk. Es behandelte wichtige Aspekte der jüdischen und arabischen Religionsphilosophie des Mittelalters.
- Die Spuren al-Batlajusi's in der Jüdischen Religionsphilosophie. Nebst einer Ausgabe der Hebr. Uebersetzung Seiner Bildlichen Kreise (Budapest 1880; auch auf Ungarisch)
- Die Sinne. Beiträge zur Geschichte der Physiologie und Psychologie im Mittelalter. Aus Hebräischen und Arabischen Quellen (Budapest 1884; auch auf Ungarisch)
- Herausgabe der Minḥat Ḳena'ot von Jehiel ben Samuel Pisa (Berlin 1898, ein Teil der Meḳiẓe Nirdamim-Sammlung)
- Studien über Salomon ibn Gabirol (Budapest 1899; auch auf Ungarisch)
- eine große Zahl an Aufsätzen in verschiedenen Zeitschriften, darunter Der Führer Maimuni's in der Weltlitteratur (Nachdruck aus dem Archiv für Geschichte der Philosophie, hg. L. Stein, 11/3).

## Beiträge zur Geschichte des Judentums
Kaufmanns wichtigste Monographien sind:
- Die Letzte Vertreibung der Juden aus Wien, Ihre Vorgeschichte (1625–70) und Ihre Opfer (Wien 1889; auch auf Ungarisch) Digitalisat
- Zur Geschichte Jüdischer Familien: Samson Wertheimer, der Oberhoffactor und Landesrabbiner, 1658–1724, und Seine Kinder (Wien 1888)  Digitalisat
- Urkundliches aus dem Leben Samson Wertheimers (Budapest 1891; auch auf Ungarisch)
- Die Familien Prags nach den Epitaphien des Alten Jüdischen Friedhofs in Prag, Zusammengestellt von Simon Hock, aus Dessen Nachlasse Herausgegeben, mit Anmerkungen Versehen und Biographisch Eingeleitet von Prof. Dr. D. Kaufmann (hebr. Titelblatt, Pressburg 1892)[1]
- Zur Geschichte Jüdischer Familien: I., R. Jair Chajjim Bacharach, 1638–1702, und Seine Ahnen (Trier 1894)
- Dr. Israel Conegliano und Seine Verdienste um die Republik Venedigbis nach dem Frieden von Carlowitz (Budapest 1895; auch auf Ungarisch)
- Die Erstürmung Ofens und Ihre Vorgeschichte nach dem Berichte Isaak Schulhofs [Megillat Ofen], 1650-1732; Herausgegeben und Biographisch Eingeleitet (Trier 1895)
- Aus Heinrich Heine’s Ahnensaal (Breslau 1896) Digitalisat
- Die Memoiren der Glückel von Hameln (Frankfurt/Main 1896, Edition des westjiddischen Originaltexts)
- Die Chronik des Achimaaz aus Oria (Nachdruck aus der Monatsschrift 1896).

## Zur jüdischen Kunst
Kaufmann behandelte als erster die Kunstgeschichte der Synagoge. In diesen Bereich fallen die folgenden Werke:
- Zur Geschichte der Kunst in den Synagogen (Wien 1897)
- Zur Geschichte der Jüdischen Handschriften-Illustration (Beitrag zur Vorzugsausgabe von Die Haggada von Sarajewo, hg. D. H. Müller und I. v. Schlossar, Wien 1898)
- Sens et Origines des Symboles Tumulaires de l'Ancien Testament dans l'Art Chrétien Primitif (R. E. J. xiv. 33, 217).

## Polemische Schriften
Zu seinen polemischen Schriften zählen:
- Ein Wort im Vertrauen an Herrn Hofprediger Stöcker von Einem, Dessen Name Nichts zur Sache Thut (Berlin 1880)
- Paul de Lagarde's Jüdische Gelehrsamkeit (Leipzig 1887), eine Verteidigung seines Freundes und Lehrers Leopold Zunz
- Wie Heben Wir den Religiösen Sinn Unserer Mädchen und Frauen (Trier 1893)
- Einleitung zu S. Hellers Die Echten Hebräischen Melodien (Trier 1893)

## Kaufmanns Bibliothek
Kaufmann war außerdem ein aktives Mitglied von Meḳiẓe Nirdamim, einer Gesellschaft zur Publikation alter hebräischer Handschriften. Er besaß eine große Bibliothek mit zahlreichen wertvollen Handschriften, Inkunabeln und Erstausgaben. Die von ihm erworbene Marco Mortara Bibliothek bildete deren Kernbestand.